# Martirologio alemán del siglo XX
El martirologio alemán del siglo XX (en alemán: Zeugen für Christus. Das deutsche Martyrologium des 20. Jahrhunderts)
 es un compendio hagiográfico e histórico de los mártires católicos alemanes, editado bajo el título  Das deutsche Martyrologium des 20. Jahrhunderts bajo edición de Helmut Moll por solicitud de la Conferencia Episcopal Alemana.

## Desarrollo
Para Juan Pablo II era importante mantener la viva historia de los mártires. Escribió: es preciso que las Iglesias locales hagan todo lo posible por no perder el recuerdo de quienes han sufrido el martirio. En 1996, la Conferencia Episcopal Alemana confió al presbítero diocesano e historiador de Colonia Helmut Moll la redacción de un martirologio alemán.
Cada diócesis alemana nombró a un responsable para asistir a Moll, quien estuvo a cargo del comité creado por la Conferencia episcopal. En 1999, el cardenal Lehmann, como presidente de la Conferencia episcopal, y Moll enviaron la primera edición de la obra al papa Juan Pablo II.
La obra publicada en dos volúmenes provee más de 800 biografías de mártires católicos y también da cuenta de cristianos de otras confesiones y que sufrieron una muerte violenta a causa de su fe.
La octava edición aumentada y actualizada se publicó en 2023, y contiene 81 nuevas biografías, en particular dentro del grupo de los mártires en territorios de misión. Las biografías seleccionadas en la sección consagrada a la persecución durante el nacional socialismo fue publicado en 2007 en italiano.

## Criterios de admisión
Los editores refieren la noción de martirio utilizada por la Congregación para las causas de los santos como criterio de admisión al Martirologio Alemán.
De todos modos, el martirologio enumera también los casos en los que hay dificultades de delimitación. La mayoría de las personas incluidas hasta el presente (2024) no han sido reconocidas como mártires por la Santa Sede.

## Secciones
Los testimonios de fe se encuentran repartidos en cuatro categorías:
1. Testimonios de sangre en tiempos del nacional-socialismo (416 personas),
2. Testimonios de sangre en tiempos del comunismo (171 personas),
3. Mártires de la pureza (118 personas),
4. Testimonios de sangre en territorios de misión (187 personas).

## Recepción
En el verano de 2017 Helmut Moll recibió el premio August Benninghaus en cuanto editor del Martirologio.